# Jägarsteklar
Jägarsteklar (Methochidae) är en familj av steklar. Jägarsteklar ingår i ordningen steklar, klassen egentliga insekter, fylumet leddjur och riket djur.
Familjen innehåller bara släktet Methocha.